# 安部公房
安部公房（日语：／ Abe Kōbō，1924年3月7日—1993年1月22日）是一位日本知名存在主義文學作家與劇作家，也是第二次战后派作家之一。義大利小說家阿爾貝托·莫拉維亞訪日時，曾斷言日本沒有前衛文學，但評論者認為安部公房是唯一的例外。

## 生平

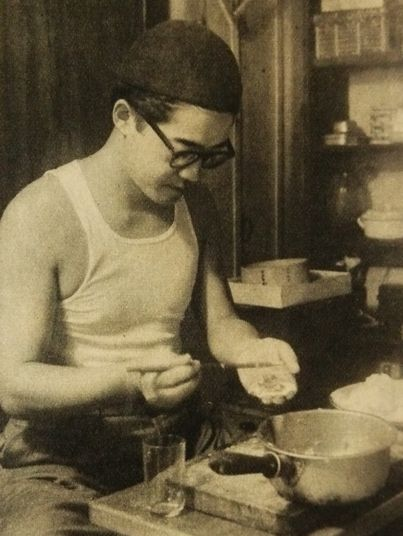
正在包餃子的安部公房（1954年）

安部公房原籍為北海道旭川市，生於東京瀧野川一個醫生的家庭，次年其父在中國瀋陽滿洲醫科大學任教，安部就讀奉天千代田小学校和奉天第二中学，并于1943年考入東京帝國大學醫學系。他對大東亞共榮圈極為反感，曾偽造病歷逃避兵役，休學回到瀋陽。戰後初期靠賣鹹菜和煤球為生，1947年與山田真知子結婚。醫學系畢業後棄醫從文，1948年完成第一部長篇小說《終點的道標》（終わりし道の標べに）。有學者指出“寫出《終點的道標》的安部的出現，對戰後文學來說，是劃時代的事件”。同年加入花田清輝領導的「夜之會」，因而關注超現實主義，而後受里爾克影響，使他脫離存在主義，思想偏向共產主義，關心革命運動。此一時期也加入日本共產黨，並從事政治活動，推出了許多劇作。1961年與新日本文學會二十八位黨員共同發表對抗日本共產黨的聲明，隔年二月與花田清輝等人被日本共產黨開除黨籍。
在安部一生的寫作生涯中，重要作品比如《終點的道標》（1948）、《紅繭》（1950）、《牆──S‧卡爾瑪氏的犯罪》（S・カルマ氏の犯罪，1951）、《沙丘之女》（1962）、《他人的臉》（1964）、《箱男》（1973）、《方舟櫻花號》（1984）等，至今在世界各國擁有廣泛的讀者群，不少作品甚至先後被搬上銀幕。其中《紅繭》獲得戰後文學獎，《牆──S‧卡爾瑪氏的犯罪》獲得芥川文學獎，《沙丘之女》獲得法國最優秀外國文學獎。由於安部在《詩人的生涯》（詩人の生涯）中獨辟蹊徑的溫暖和樂觀，1974年，日本著名導演川本喜八郎（1925- ）將此作搬上銀幕，並榮獲每日電影獎（《每日新聞》，日本五大報紙之一）。正如安部曾在隨筆《紐約與莫斯科》裏寫道：“人不應該從孤獨中逃脫，必要的不是從孤獨中恢復正常，而是把它看作必然之物主動接受，並在孤獨中探索未知的新的途徑的精神。”
除了小說，安部公房也致力於舞台劇、電影、電視等藝術領域，曾經是美國電影藝術與科學學會的會員。從1984年出版的作品《方舟櫻花號》開始，全用電腦打字寫稿。對於賽車、攝影、發明也都有所研究。安部公房於1977年成為美國文理科學院榮譽會員。
1992年12月25日深夜執筆時，安部公房突發腦內出血入院，1993年1月22日因心律不整去世，享壽68歳。

### 錯過諾貝爾文學獎
1994年，大江健三郎獲諾貝爾文學獎後表示：「如果安部公房先生健在，這個殊榮非他莫屬，而不會是我。」2012年3月，諾貝爾委員會的委員長證實了這個說法，其在《讀賣新聞》的專訪中表示，安部距離獲獎非常的近，若非猝死必定得獎。

## 主要作品
- 《終點的道標》（真善美社、1948年 / のち講談社文藝文庫） - 改訂版新潮文庫（1978年）
- 《壁（日语：壁 (小説)）》（月曜書房、1951年 / のち角川文庫、新潮文庫）
- 《闖入者》（未來社、1952年）
- 《饑餓的皮膚》（尤里卡、1952年）
- 《饑餓同盟》（大日本雄辯会講談社、1954年 / のち新潮文庫）
- 《R62號的發明（日语：R62号の発明）》（山内書店、1956年 / のち「R62號的發明・鉛之卵」新潮文庫）
- 《けものたちは故郷をめざす》（大日本雄辯会講談社、1957年 / のち新潮文庫）
- 《第四間冰期（日语：第四間氷期）》（講談社、1959 / のち新潮文庫）
- 《石眼》（新潮社、1960年 / のち文庫）
- 《沙丘之女》（新潮社、1962年 / のち文庫）
- 《他人的臉（日语：他人の顔）》（講談社、1964年 / のち新潮文庫）
- 《水中城市（日语：水中都市）》（新潮社、1964年 / のち「水中城市・デンドロカカリヤ」新潮文庫）
- 《榎本武揚（日语：榎本武揚 (小説)）》（中央公論社、1965年 / のち文庫）
- 《終道標（改稿版）》（冬樹社、1965年 / のち新潮文庫）
- 《燃燒的地圖》（新潮社、1967年 / のち文庫）
- 《人間（日语：人間そっくり）》（早川書房、1967年 / のち早川文庫、新潮文庫）
- 《夢的逃亡》（德間書店、1968年 / のち新潮文庫）
- 《箱男（日语：箱男）》（新潮社、1973年 / のち文庫）
- 《洪水》（出版・ビブリオマーヌ、1973年）
- 《事業》（出版・ビブリオマーヌ、1974年）
- 《笑月》（新潮社、1975年 / のち文庫）
- 《密會（日语：密会 (安部公房)）》（新潮社、1977年 / のち文庫）
- 《方舟櫻花號（日语：方舟さくら丸）》（新潮社、1984年 / のち文庫）
- 《彎曲的對面・ユープケッチャ》（新潮文庫、1988年）
- 《袋鼠・筆記（日语：カンガルー・ノート）》（新潮社、1991年 / のち文庫）
- 《飛翔的男人》（新潮社、1994年）

## 獲獎
- 1950年 -《紅繭》（赤い繭）獲戰後文學獎
- 1951年 -小說《牆──S‧卡爾瑪氏的犯罪》（壁 - S・カルマ氏の犯罪）獲第25屆芥川龍之介獎
- 1958年 -戲曲《幽靈在此》（幽霊はここにいる）獲岸田演劇獎
- 1963年 -小說《沙丘之女》（砂の女）獲第14屆讀賣文學獎（隔年、改編之電影獲法國坎城影展大獎）
- 1967年 -戲曲《朋友》（友達）獲谷崎潤一郎獎
- 1968年 -《沙丘之女》獲法國最優秀外國文學獎
- 1974年 -戲曲《綠色絲襪》（緑色のストッキング）獲讀賣文學獎
- 1975年 -5月13日、美國哥倫比亞大學授予人文科学名誉博士稱號
- 1977年 -美國電影藝術與科學學會名誉会員
- 1986年 -發明之簡易裝卸型汽車防滑鏈條獲「第10屆國際發明家EXPO'86」銅牌獎

## 外部連結
- （日文）安部公房研究
- （日文）安部公房のお墓
- 網路推理小說資料庫上的Kobo Abe
- 安部公房在互联网电影资料库（IMDb）上的資料（英文）
- Abe Kobo at ibiblio.org
- LitWeb.net: Kobo Abe Biography
- The Modern Word: Kobo Abe
- Interview with Goro Masaki about Japanese Science Fiction, large part devoted to Kobo Abe's work
- Kōbō Abe's grave